# Asienmesterskabet i håndbold 2008 (mænd)
Asienmesterskabet i håndbold for mænd 2008 var det 13. asiatiske mesterskab i håndbold for mænd, og turneringen blev afviklet i Pirouzi Arena i Isfahan, Iran i perioden 17. – 24. februar 2008.
Mesterskabet blev vundet af Sydkorea, som i finalen vandt 27-21 over de forsvarende mestre fra Kuwait. Dermed fik koreanerne revanche for finalenederlaget til netop Kuwait ved det foregående mesterskab. Det var 7. gang at Sydkorea blev Asienmestre for mænd men første gang siden 2000. I den mellemliggende periode havde Kuwait vundet alle tre mesterskaber. Bronzemedaljerne blev vundet af Saudi-Arabien, som besejrede værtslandet Iran i bronzekampen med 24-23. Det var kun anden gang i mesterskabets historie, at saudiaraberne vandt medaljer – første gang var i 2002, hvor holdet også vandt bronze.
Mesterskabet blev kontroversielt, fordi Bahrain beskyldte Kuwaits hold for at tabe den sidste indledende gruppekamp mod Iran med vilje, så Kuwait og Iran gik videre til semifinalerne på bekostning af Bahrain. I de sidste seks minutter af kampen gennemførte iranerne en bemærkelsesværdigt comeback, hvor de gik fra at være bagud med 25-31 til at vinde 35-34 − et resultat som lige nøjagtig sikrede, at både Kuwait og Iran gik videre.
Ud over mesterskabet spillede holdene endvidere om de tre ledige asiatiske pladser ved VM-slutrunden i håndbold 2009. De tre VM-pladser gik til de tre medaljevindere: Sydkorea, Kuwait og Saudi-Arabien.

## Resultater

### Indledende runde

#### Gruppe A
Inden den sidste kamp i gruppen mellem Kuwait og Iran var situationen den, at Kuwait havde 6 point for 3 kampe, Bahrain havde 6 point for 4 kampe, og Iran havde 4 point for 3 kampe. Det eneste resultat af den sidste kamp, som ville sende både Kuwait og Iran videre til semifinalerne med Kuwait som nr. 1 i gruppen (hvorved holdet ville undgå at møde Sydkorea i semifinalen) og Iran som nr. 2, ville være en 1-målssejr til Iran. Dermed ville indbyrdes måforskel mellem de tre hold nemlig afgøre den indbyrdes rækkefølge, og i tilfælde af en iransk 1-målssejr ville Kuwait vinde gruppen med +1 i målforskel foran Iran (0) og Bahrain (−1).
Kampen blev kontroversiel, idet Iran netop opnåede den krævede 1-målssejr over Kuwait, som holdet skulle bruge for at kunne passere Bahrain i stillingen og kvalificere sig til semifinalerne. Kampens slutning medførte beskyldninger om aftalt spil, eftersom det lykkedes iranerne at score 10 mål(!) i kampens sidste 6 minutter, hvor de gik fra at være bagud 25-31 til sejr 35-34. Holdet fra Bahrain følte sig ramt af usportslig optræden, og indgav en officiel protest mod kampens resultat, hvori de hævdede at de kuwaitiske spillere havde del i det bemærkelsesværdige iranske comeback. Bahrain havde op til turneringen tilsluttet sig beskyldningerne om aftalt spil i den asiatiske OL-kvalifikation tidligere på året, hvor Kuwait i en anden kontroversiel kamp besejrede Sydkorea (og som Sportens Voldgiftsret senere annullerede resultatet af). Og i Bahrain ansås det for sandsynligt, at Kuwait havde tabt kampen mod Iran med vilje for at hævne sig på Bahrain.
Som følge heraf valgte Bahrain at melde afbud til placeringskampen om femtepladsen.
Senere blev der offentliggjort en video af kampens sidste 5 minutter og 20 sekunder, som Iran vandt med 10-3, hvoraf det fremgik at nogle af de kuwaitiske spillere tilsyneladende ikke ydede deres bedste i forsvarsspillet og gjorde det let for Iran at score hurtigt og ofte. Men noget bevis for aftalt spil blev aldrig fundet.
| Dato  | Kamp              | Res.  |
| ----- | ----------------- | ----- |
| 17.2. | Iran - Kina       | 36-28 |
| 17.2. | Kuwait - Bahrain  | 26-24 |
| 18.2. | Bahrain - Libanon | 36-27 |
| 18.2. | Kuwait - Kina     | 33-28 |
| 19.2. | Iran - Libanon    | 34-27 |
| 20.2. | Kuwait - Libanon  | 29-22 |
| 20.2. | Bahrain - Kina    | 35-29 |
| 21.2. | Bahrain - Iran    | 33-32 |
| 22.2. | Kina - Libanon    | 28-27 |
| 22.2. | Iran - Kuwait     | 35-34 |

| Hold    | Kampe | Mål     | Point | Indb. mål |
| ------- | ----- | ------- | ----- | --------- |
| Kuwait  | 4     | 122-109 | 6     | +1        |
| Iran    | 4     | 137-122 | 6     | 0         |
| Bahrain | 4     | 128-114 | 6     | −1        |
| Kina    | 4     | 113-131 | 2     |           |
| Libanon | 4     | 103-127 | 0     |           |

#### Gruppe B
| Dato  | Kamp                     | Res.  |
| ----- | ------------------------ | ----- |
| 17.2. | Sydkorea - FAE           | 36-27 |
| 17.2. | Saudi-Arabien - Japan    | 28-28 |
| 18.2. | Qatar - FAE              | 30-29 |
| 18.2. | Sydkorea - Japan         | 33-25 |
| 19.2. | Saudi-Arabien - Qatar    | 31-28 |
| 20.2. | Sydkorea - Saudi-Arabien | 31-30 |
| 20.2. | Japan - FAE              | 44-27 |
| 21.2. | Qatar - Japan            | 32-31 |
| 22.2. | Saudi-Arabien - FAE      | 31-26 |
| 22.2. | Sydkorea - Qatar         | 31-23 |

| Hold                  | Kampe | Mål     | Point |
| --------------------- | ----- | ------- | ----- |
| Sydkorea              | 4     | 131-105 | 8     |
| Saudi-Arabien         | 4     | 120-113 | 5     |
| Qatar                 | 4     | 113-122 | 4     |
| Japan                 | 4     | 128-120 | 3     |
| Foren. Arab. Emirater | 4     | 109-141 | 0     |

### Placeringskampe
| Dato  | Kamptype           | Kamp            | Res.  |
| ----- | ------------------ | --------------- | ----- |
| 24.2. | Kamp om 9.-pladsen | FAE - Libanon   | 38-23 |
| 25.2. | Kamp om 7.-pladsen | Japan - Kina    | 38-35 |
| 25.2. | Kamp om 5.-pladsen | Qatar - Bahrain | w.o.  |

Som følge af udeblivelse fra kampen om femtepladsen blev Bahrain diskvalificeret og degraderet til sidstepladsen.

### Semifinaler, bronzekamp og finale
| Dato        | Kamp                   | Res.        |
| Semifinaler | Semifinaler            | Semifinaler |
| ----------- | ---------------------- | ----------- |
| 24.2.       | Kuwait - Saudi-Arabien | 32-29       |
| 24.2.       | Sydkorea - Iran        | 33-24       |
| Bronzekamp  |                        |             |
| 26.2.       | Saudi-Arabien - Iran   | 24-23       |
| Finale      |                        |             |
| 26.2.       | Sydkorea - Kuwait      | 27-21       |

### Samlet rangering
| Plac.  | Hold                  |
| ------ | --------------------- |
| Guld   | Sydkorea              |
| Sølv   | Kuwait                |
| Bronze | Saudi-Arabien         |
| 4.     | Iran                  |
| 5.     | Qatar                 |
| 6.     | Japan                 |
| 7.     | Kina                  |
| 8.     | Foren. Arab. Emirater |
| 9.     | Libanon               |
| 10.    | Bahrain               |